# 浜田博文
浜田 博文（はまだ ひろふみ、1961年 - ）は、日本の教育学者。博士（教育学）筑波大学。専門研究領域は学校経営学。

## 経歴
山口県下関市生まれ。広島市立牛田小学校、牛田中学校、広島基町高等学校卒業。
1984年、筑波大学第二学群人間学類卒業。1989年、同大学院博士課程教育学研究科単位取得退学。日本学術振興会特別研究員、鳴門教育大学、東京学芸大学講師・助教授を経て1998年筑波大学講師。2002年助教授。
1996年3月～1996年9月、アメリカ合衆国バリー大学客員研究員。2005年3月～2006年3月、アメリカ合衆国南カリフォルニア大学客員研究員。2007年2月、博士（教育学）取得。2008年7月筑波大学大学院人間総合科学研究科教育基礎学専攻教授。
2016年日本教育経営学会会長に就任。

## 著書
- 『アメリカにおける学校認証評価の現代的展開』(東信堂、2014年)
- 『学校を変える新しい力―教師のエンパワーメントとスクールリーダーシップ』(編著、小学館、2012年)[1]
- 『次代を拓くスクールリーダー』（共著、ぎょうせい、2011年）[1]
- 『「新たな職」をいかす校長の学校経営』（編著、教育開発研究所、2010年）[1]
- 『「学校の組織力向上」実践レポート』（編著、教育開発研究所、2009年）[1]
- 『学校教育論』（共著,日本放送出版協会,2008年）[1]
- 『「学校の自律性」と校長の新たな役割』（単著、一藝社、2007年）[1]
- 『学校経営研究における臨床的アプローチの構築』（共編著、北大路書房、2004年）[1]
- 『校長の資格・養成と大学院の役割』（共著、東信堂、2004年）[1]
- 『「大学における教員養成」の歴史的研究』（共編著、学文社、2001年）[1]
- 『学校の組織文化を変える』（共著、ぎょうせい、2001年）[1]
- 『諸外国の教育改革と教育経営』（共著、玉川大学出版部、2000年）[1]
- 『東京学芸大学五十年史 通史編』（共著、東京学芸大学創立五十周年記念事業後援会、1999年）[1]